# Karl-Mark-Hof

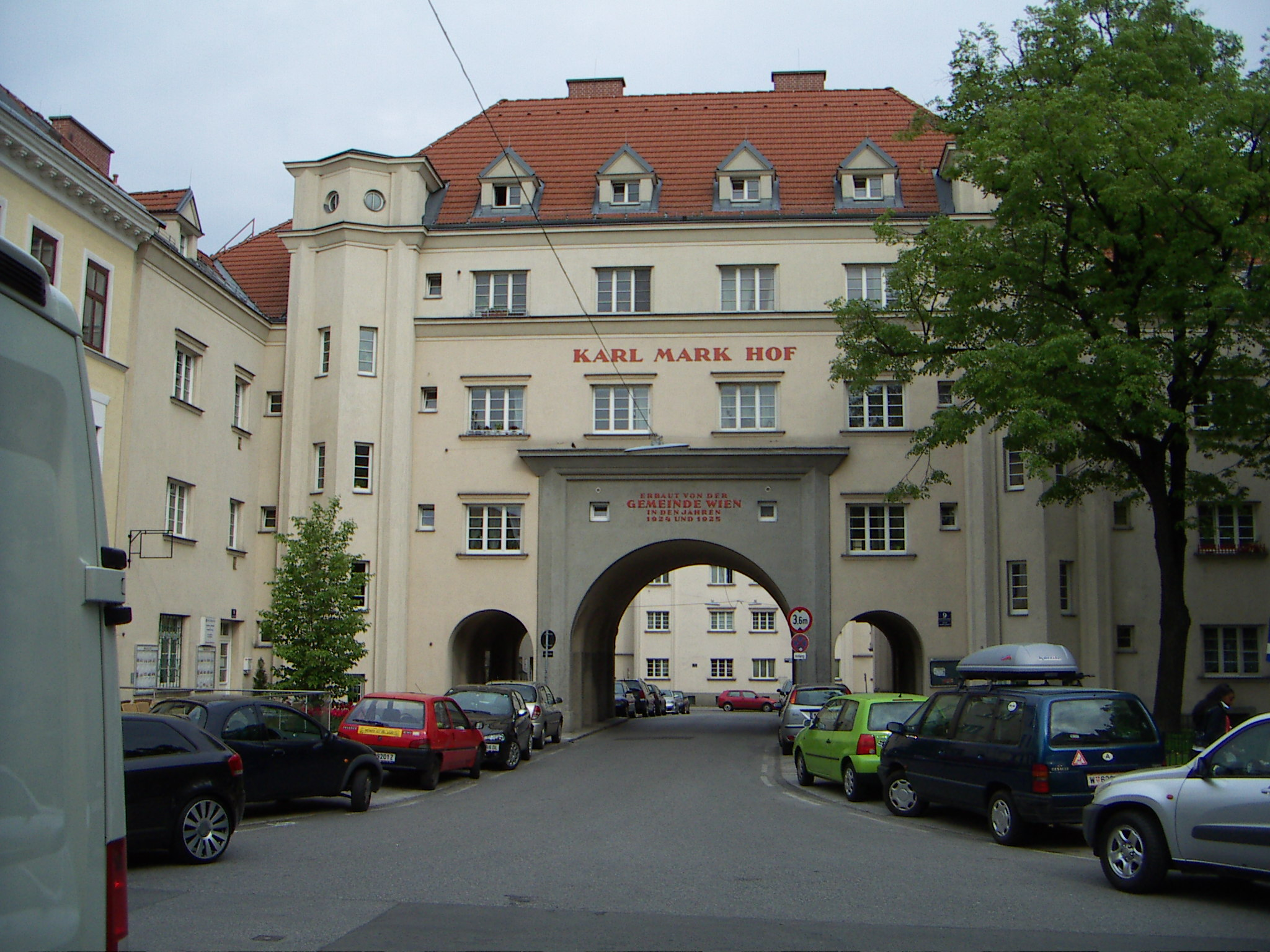
Karl-Mark-Hof (2008)

Der Karl-Mark-Hof ist ein Gemeindebau im 19. Wiener Gemeindebezirk Döbling Obkirchergasse 16, der zwischen 1924 und 1925 mit 278 Wohnungen errichtet wurde. Die nach Plänen von Wilhelm Peterle ausgeführte Wohnanlage umfasst 282 Wohnungen und wurde am 11. April 1997 im Gemeinderatsausschuss für Kultur nach dem Politiker Karl Mark benannt.